# هيرمان كوبولد
هيرمان كوبولد (بالإنجليزية: Hermann Kobold)‏ (و. 1858 – 1942 م) هو عالم فلك من ألمانيا . ولد في هانوفر .
توفي في كيل، عن عمر يناهز 84 عاماً.

## التعليم
تعلم في جامعة غوتينغن